# Beekzwemwormpje
Het beekzwemwormpje (Nais pseudobtusa) is een ringworm uit de familie van de Naididae. De wetenschappelijke naam van de soort is voor het eerst geldig gepubliceerd in 1906 door Piguet.